# Tropopauza
Tropopauza – warstwa atmosfery ziemskiej o grubości ok. 1–2 km, tworząca strefę przejściową między troposferą a stratosferą.
Nad biegunami rozciąga się na wysokości od ok. 6–8 km, w szerokościach umiarkowanych do 10–12 km, a nad równikiem podnosi się do 15–17 km. Jej położenie zależy również od pory roku – latem znajduje się wyżej. Temperatura w warstwie tej sięga do –55 °C.